# Osreci (gmina Brus)
Osreci (cyr. Осреци) – wieś w Serbii, w okręgu rasińskim, w gminie Brus. W 2011 roku liczyła 382 mieszkańców.